# Старое Лавшино
Старое Лавшино — деревня в Жуковском районе Брянской области, в составе Ржаницкого сельского поселения. 
 Расположена в 15 км к востоку от Жуковки, в 10 км к северу от села Ржаница. Постоянное население с 2005 года отсутствует.

## История
Упоминается с первой половины XVII века в составе Хвощенской волости Брянского уезда. В XVIII веке — владение Верёвкиных, позднее — Бахтиных, Исуповых, Казелкиных, Ушаковых и других помещиков. Состояла в приходе села Фошни. До возникновения деревни Новое Лавшино (XVIII век) называлась Лавшино.
С 1861 по 1925 входила в состав Фошнянской волости Брянского (с 1921 — Бежицкого) уезда; позднее в Жуковской волости, Жуковском районе (с 1929). До 1959 года являлась центром Старолавшинского сельсовета, в 1959—1963 гг. — в Ржаницком сельсовете, в 1963—2005 — в Гришинослободском.
| Годы      | 1866 | 1926 | 1979 | 1989 | 2002 | 2010 |
| --------- | ---- | ---- | ---- | ---- | ---- | ---- |
| Население | 190  | 395  | 33   | 5    | 1    | 0    |